# Otto Hemmer
Otto Josef Hemmer (* 19. März 1912 in Niederwürzbach; † 25. Dezember 1968 in Völklingen) war ein deutscher Verwaltungsjurist und Oberbürgermeister der Stadt Völklingen.

## Leben
Otto Hemmer war der Sohn des Eisenbahnoberinspektors August Hubert Hemmer und dessen Ehefrau Maria Catharina Wolf. Nach dem Abitur im März 1932 am Gymnasium Homburg absolvierte er ein Studium der Rechtswissenschaften an der Ludwig-Maximilians-Universität München, das er mit dem ersten juristischen Staatsexamen am 30. Juni 1935 abschloss. Bevor er am 24. Mai 1940 das Große juristische Staatsexamen ablegte, war er in verschiedenen Zweigen der öffentlichen Verwaltung eingesetzt. 1939 war er beim Landratsamt St. Wendel Beauftragter für die Evakuierungsmaßnahmen im Rahmen der Roten Zone („Westwall“) und später bei der Bezirksregierung Oppeln eingesetzt, wo er am 1. Januar 1943 zum Regierungsrat ernannt wurde. Er musste Kriegsdienst leisten und geriet in englische und später in französische Kriegsgefangenschaft, die bis 1947 andauerte. In den Jahren von 1949 bis 1952 war er als juristischer Hilfsarbeiter beim Landratsamt Saarbrücken eingesetzt und dort Vorsitzender des Kreisrechtsausschusses.
Er betätigte sich parteipolitisch und trat zu Beginn der 1950er Jahre in die DPS ein.
1953 wurde er erneut zum Regierungsrat ernannt und 1955 zum staatlichen Beauftragten im Vorstand der Toto-GmbH bestellt.
Am 1. Februar 1956 zum Oberregierungsrat ernannt, wurde er am 26. September 1956 durch den Rat der Stadt Völklingen zum Bürgermeister gewählt. Nachdem Völklingen den Status einer Mittelstadt erhalten hatte, wurde Hemmer am 1. November 1965 zum Oberbürgermeister der Stadt ernannt. Damit war er der erste, der diesen Titel führen durfte.
Am 13. Mai 1957 saß er gemeinsam mit Vertretern des Stadtrates, der Stadtwerke sowie des Technischen Hilfswerks zusammen, um über den Aufbau eines Ortsverbandes zu beraten. Bereits im Juli 1958 kam es  zur Gründungsversammlung des THW-Ortsverbandes Völklingen.
Am 26. April 1966 wurde Hemmer wiedergewählt und blieb bis zu seinem Tod in diesem Amt.
In Völklingen wurde 1987 der Otto-Hemmer-Platz nach ihm benannt.
Zum 1. August 1932 war er in die NSDAP eingetreten (Mitgliedsnummer 1.200.315) und wurde im Entnazifizierungsverfahren als nicht belastet eingestuft.

## Öffentliche Ämter
Ab 1958 Erster Vorsitzender des DRK-Ortsvereins Völklingen